# Ostha hypsea
Ostha hypsea är en fjärilsart som beskrevs av William Schaus 1913. Ostha hypsea ingår i släktet Ostha och familjen nattflyn. Inga underarter finns listade i Catalogue of Life.